# Ivan Kopljar
Cet article concerne le handballeur international belge Ivan Kopljar. Pour le handballeur international croate, voir Marko Kopljar.
Ivan Kopljar est un handballeur belge, d'origine croate, né le 1er février 1983. Il évolue au poste d'arrière gauche au KV Sasja HC Hoboken. Il porte le numéro 17.

## Palmarès
- Division 1 belge (2006, 2007 et 2008)
- Coupe de Belgique (2007)
- BeNeLiga (2008)